# 石川鴻斎
石川 鴻斎（いしかわ こうさい、1833年 - 1918年9月13日）は、日本の詩文家、漢学者、画家。
本名は英。字は君華。通称は英助。芝山外史、雲泥居士などの号をもつ。

## 経歴
天保4年4月1日、三河国吉田（豊橋）花園町の紙商大野屋石川平五郎の長男として生まれる。西岡翠園、太田晴軒、曽我耐軒らに師事して漢学を学ぶ。
1877年（明治10年）東京に転居。同じ三河出身の和泉屋市兵衛が経営する書店に勤め、編集に携わる。また、芝増上寺の浄土宗学校の開校に際し、漢学の教師に就任。同年、清国の全権公使、副使、随員らが宿所として増上寺に滞在した際に、筆談をもって会談に加わる。
1878年、東京文昇堂より詩文集『芝山一笑』を刊行。
これらにより漢学者としての名声が高まり、この時期に注釈本など数多くの著作を手がけ、小野湖山・前田黙鳳・依田学海・富岡鉄斎などと親交を結ぶ。
主な著作に『夜窓鬼談』（1889、東陽堂）など。